# Johnny Cash: Patriot
Johnny Cash: Patriot è un album di raccolta del cantante statunitense Johnny Cash, pubblicato nel 1991.

## Tracce
1. Song of the Patriot – 3:28 (Shirl Milete / Marty Robbins)
2. Paul Revere (with dialogue) – 2:43 (Glenn Tubb)
3. Gettysburg Address (with dialogue) – 2:40 (Abraham Lincoln)
4. Man in Black – 2:51 (Johnny Cash)
5. From Sea to Shining Sea – 1:38 (Johnny Cash)
6. Mr Garfield – 3:59 (Ramblin' Jack Elliott)
7. Sold Out of Flag Poles – 2:46 (Johnny Cash)
8. The Ballad of Ira Hayes – 4:11 (Peter La Farge)
9. Singing in Vietnam Talking Blues – 2:59 (Johnny Cash)
10. Ragged Old Flag – 3:09 (Johnny Cash)